# فراری (فیلم ۱۳۸۱)
فراری فیلمی به کارگردانی  و نویسندگی رضا جعفری و محصول سال ۱۳۸۱ است.

## خلاصه داستان
عسل دختر سیزده ساله‌ای که در شهرستان زندگی می‌کند، همراه با رضا پسر هم‌سن و سالش که به او علاقه‌مند است، به تهران می‌گریزد . مریم مادر عسل که معلم است برای یافتن عسل راهی تهران می‌شود و با کمک دوستش که مهماندار هواپیماست در جست‌وجوی اوست. مریم که رد رضا را پیدا کرده، وقتی به محل کارش می‌رود میفهمد که رضا درگیر کارهای قاچاق است و فعلاً متواری است و بر سر پول هم با صاحب‌کارش مصیب مشکل دارد. مصیب در قبال پول رضا قول می دهد که او و عسل را راهی ترکیه کند. از سویی مریم از طریق مجید یکی از دوستان رضا مخفی گاه مصیب را پیدا می‌کند . رضا پی می‌برد که مصیب نه تنها پول او را نمی‌دهد بلکه مورد ضرب و شتم عوامل او هم قرار می‌گیرد . (پروانه) زنی کاسب، عسل را گول می‌زند و او را با خود به خانه‌اش می‌برد تا با گروهی از دختران روانه کشورهای عربی شوند. عسل که پی به نیت آنها برده، می‌گریزد و درمی‌یابد که مادرش برای یافتن او به تهران آمده و سعی می‌کند، پیدایش کند. مریم که به محل اقامت مصیب رفته در خطر کشته شدن است اما پلیس سر می‌رسد و او نجات پیدا می‌کند . سرانجام عسل با مادرش راهی شهرشان می‌شود. 

## بازیگران
- میترا حجار... مریم
- یکتا ناصر... دوست مریم
- امید زندگانی... شوهر دوست مریم
- مهشید باقری... عسل
- افشین آقایی... رضا
- حسین سلیمانی... مجید
- مجتبی بیطرفان... کارگر
- نیلوفر دوستی... پروانه
- سیاوش طهمورث... مصیب